# دهستان کوشک هزار
دهستان کوشک هزار، یکی از دهستان‌های بخش مرکزی شهرستان بیضا در استان فارس ایران است. مرکز این دهستان، روستای کوشک هزار است.

## جمعیت
بر پایه سرشماری عمومی نفوس و مسکن در سال ۱۳۹۵، جمعیت دهستان کوشک هزار برابر با ۱۰٬۶۷۲ نفر بوده است.